# 名野川村
名野川村（なのがわむら）は、高知県吾川郡にあった村。現在の仁淀川町中心部の西方一帯、仁淀川の左岸にあたる。

## 地理
- 山岳：雑誌山、中津明神山
- 河川：仁淀川

## 歴史
- 1889年（明治22年）4月1日 - 町村制の施行により、下菜ノ川村・北川村・奥菜ノ川村・森山村・鷲巣村・橘村の区域をもって発足。旧引地村崎ノ山・大平・名野川渡、旧北川村下北川、旧下菜ノ川村二ノ滝・中、旧奥菜ノ川村長坂・津江、旧森山村竹屋敷・峠ノ越・潰溜・大渡・北・大尾が大字となる。
- 1935年（昭和10年） - 現国道33号線の改修工事が終了。大型自動車の通行が可能となり、佐川駅 - 隣県の久万町を結ぶ省営バスが村内で営業開始[1]。
- 1955年（昭和30年）2月1日 - 大崎村と合併して吾川村が発足。同日名野川村廃止。

## 交通

### 道路
- 国道33号

## 著名な出身者
- 児島稔